# フランスの風力発電

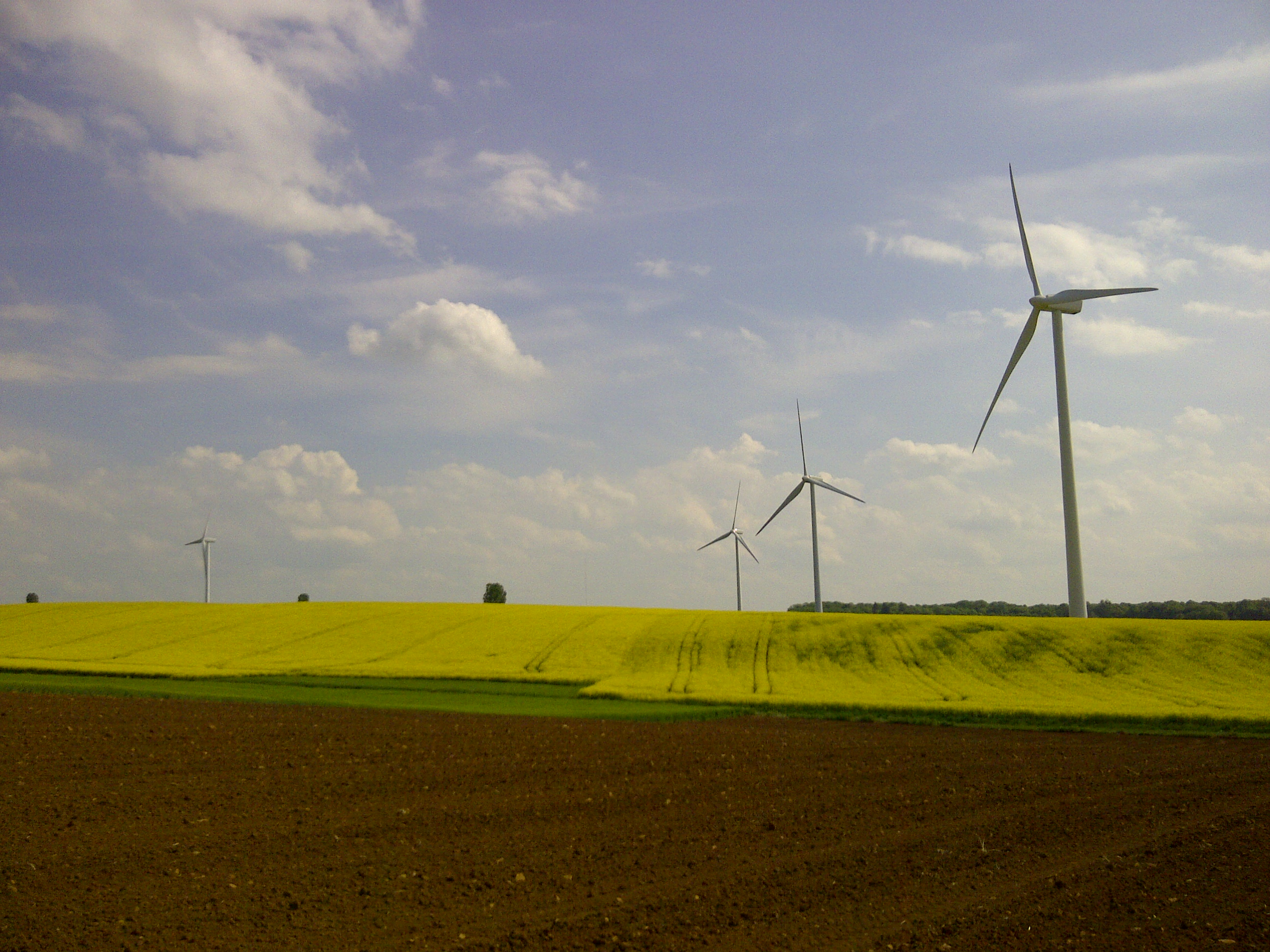
シャンパーニュ＝アルデンヌの風力発電施設

フランスの風力発電ではフランスにおける風力発電について説明する。フランスは欧州でドイツ、スペイン、イギリス、イタリアに次いで5番目の風力発電容量を持つ国家である。フランスの主要発電・給電会社であるフランス電力は2010年に10GWの発電容量を導入する計画を保有していたが、2012年時点で7GW程にとどまっている。

## 概要
フランス政府は2001年9月27日に策定されたEU指令2001/77/EC（再生可能電力指令）に準拠する為に2010年に電力消費の21%を再生可能エネルギーでまかなうことを目標を計画した。最終的にこれは達成できなかったものの、2020年に向けて再度23%を再生可能エネルギーにする目標を計画している。ドイツのリパワーシステムズはフランスにおいて1GW以上を導入している。
2012年の大統領選挙で、フランスでは政権交代が起こり、新たに大統領となったオランドは原子力エネルギーへの依存度を50%に減少させることを公言している。
フランスは陸上の風力発電施設に加えて洋上風力発電に力を入れており、2020年までに6000MWの洋上風力導入を計画している。これらの風力発電施設は欧州の風力先進国の技術力を背景に、EDFやアレバなどのコンソーシアムが受注している。一方で、洋上風力発電の開発には巨額の研究開発費がかかっており、2014年には業界再編の中でアレバとガメサが合弁企業を作ることに同意している。
モン・サン＝ミシェルの近郊の風力発電施設が景観問題から建設中止命令が出された例がある。
合計導入容量は2010年1月9日で4,521MWであった。2012年の終わりの時点では7,564MWに増強されている。海外県・海外領土にも67MWの風力発電機を導入予定であり、おおよそ1718台に相当する。
海外への展開も行っておりカリフォルニア州での風力発電所の建設や、トルコの風力発電事業への投資なども行っている。

## 導入量
| 地域圏                                   | 2006年8月28日 (MW) | 2007年9月1日 (MW) |
| ---------------------------------------- | ------------------ | ----------------- |
| サントル                                 | 244                | 315               |
| ラングドック＝ルシヨン                   | 215                | 281               |
| ブルターニュ                             | 168                | 254               |
| ロレーヌ                                 | 100                | 208               |
| ピカルディ                               | 86                 | 193               |
| シャンパーニュ＝アルデンヌ               | 102                | 157               |
| ペイ・ド・ラ・ロワール                   | 46                 | 104               |
| ローヌ＝アルプ                           | 90                 | 103               |
| オーヴェルニュ                           | 39                 | 92                |
| ノール＝パ・ド・カレー                   | 72                 | 87                |
| ミディ＝ピレネー                         | 33                 | 83                |
| 海外県                                   | 27                 |                   |
| 海外領土                                 | 24                 |                   |
| バス＝ノルマンディー                     | 26                 | 50                |
| オート＝ノルマンディー                   | 16                 | 36                |
| プロヴァンス＝アルプ＝コート・ダジュール | 29                 | 31                |
| ポワトゥー＝シャラント                   | 12                 | 21                |
| コルス                                   | 18                 | 18                |
| リムーザン                               | 9                  | 9                 |
| アキテーヌ                               | 0                  | 0                 |
| ブルゴーニュ                             | 0                  | 0                 |
| フランシュ＝コンテ                       | 12                 | 0                 |
| アルザス                                 | 0                  | 0                 |
| フランス合計                             | 1 300              | 2 042             |

## ギャラリー

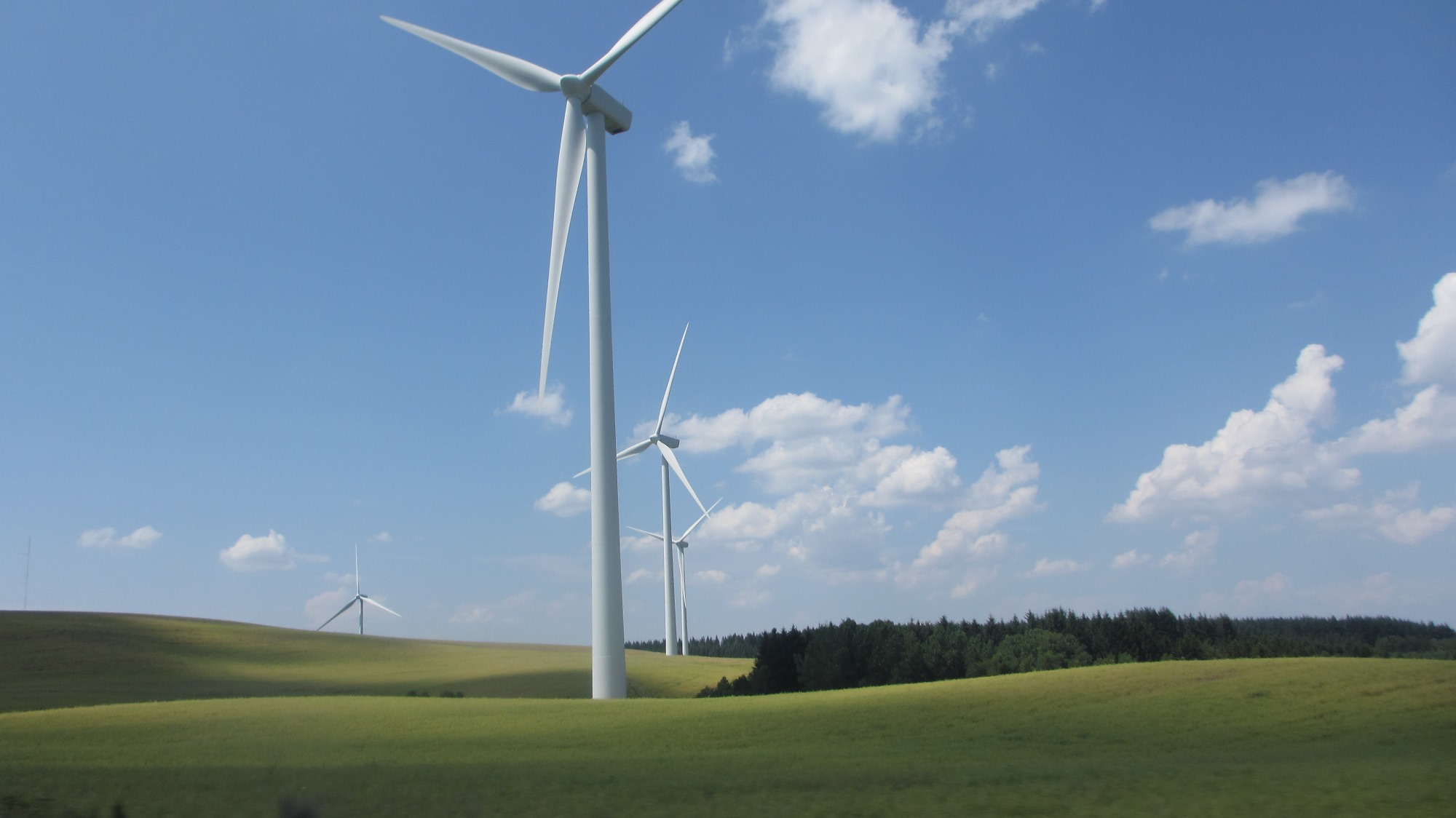
アヴェロン県の風力発電施設

## 註
1. ↑  “世界新エネルギー地図 第6回：フランス”.   Mizuho (2011年4月). 2014年2月5日閲覧。
2. ↑  “REpower、フランスでの風力発電の設備容量が1ギガワットに”.   ecool (2010年7月5日). 2014年2月5日閲覧。
3. ↑  “フランス政権交代、再生可能エネルギーにかじを切る兆し”.   AFPBBNews (2012年5月14日). 2014年2月5日閲覧。
4. ↑  “大規模な洋上風力発電導入計画を進めるフランス”.   対仏投資庁 (2010年8月27日). 2014年2月5日閲覧。
5. ↑  “フランスの再生可能エネルギーはいま（1） ――1万人の雇用が期待される「洋上風力発電」 （2/4）”. 復興ニッポン.   nikkei BPnet (2012年4月26日). 2014年2月5日閲覧。
6. ↑  “アレバとガメサ、洋上風力発電合弁会社を設立へ”.   THE WALL STREET JOURNAL (2014年1月21日). 2014年2月5日閲覧。
7. ↑  “仏裁判所、モンサンミシェル近くの風力発電所建設計画に中止命令”.   AFPBBNews (2013年8月30日). 2014年2月5日閲覧。
8. ↑  “丸紅、フランス電力大手グループが保有する米国の風力発電事業に出資して参画”.   日経BP (2014年1月9日). 2014年2月5日閲覧。
9. ↑  “フランスのアクオがトルコの風力発電に 22 億米ドルの投資”.   INVEST IN TURKEY (2010年4月27日). 2014年2月5日閲覧。
10. European Wind Energy Association's web page March 2013
11. ↑  Syndicat des énergies renouvelables